# Ceylonosticta lankanensis
Ceylonosticta lankanensis – gatunek ważki z rodziny Platystictidae. Endemit Sri Lanki.